# FMI (música)
FMI é um tema de José Mário Branco, originalmente editado em formato maxi single em 1982, pela Edisom - Som.
Escrito de uma única vez, numa noite de Fevereiro do ano 1979, e gravado a 1 de Maio de 1981, numa das exibições do espectáculo Ser Solidário no Teatro Aberto, era oferecido juntamente com o LP Ser Solidário, apresentando a mensagem de que, "por determinação expressa do autor, ficava proibida a audição pública parcial ou total da obra."
É considerada um dos temas mais emblemáticos da música de intervenção portuguesa.